# Venäjänsaari (ö i Södra Karelen)
Venäjänsaari är en ö i Finland. Den ligger i sjön Saimen och i kommunerna Taipalsaari och Savitaipale och landskapet Södra Karelen, i den södra delen av landet, 200 km nordost om huvudstaden Helsingfors. Öns area är 1,57 kvadratkilometer och dess största längd är 3,4 kilometer i nord-sydlig riktning.